# Дячук-Ставицкий, Юрий Михайлович
Ю́рий Миха́йлович Дячу́к-Стави́цкий (укр. Юрій Михайлович Дячук-Ставицький; 26 января 1947, Львов, Украинская ССР, СССР — 24 июня 2020, там же) — советский и украинский футболист и тренер. Заслуженный тренер Украины (1999). Многолетний помощник Мирона Маркевича.

## Биография
Юрий Дячук-Ставицкий — воспитанник львовской ДЮСШ-4. Был вратарём украинских клубов «Горынь» (Ровно), «Шахтёр» (Червоноград) и «Скала» (Стрый). В середине 60-х пробовался и в «Карпатах». Один из легендарных львовских футболистов рассказывал, что в один миг травмировались сразу три основных вратаря. Тренерам не оставалось ничего иного, как закрывать в одном из контрольных матчей позицию кем-нибудь. Так и встретили крепкого парня, которому не было и 20-ти. «Юрий вышел с огромными глазами, неуклюжий. В первые десять минут мяч дважды летел ему над головой и Дячук поймал двух „бабочек“, …после этого о его дальнейшем пребывании в „Карпатах“ не могло быть и речи».
По окончании игровой карьеры Дячук-Ставицкий работал завучем СДЮШОР «Карпаты» (1975—1979) и тренером клуба «Буковина» (1980). В период с 1981 по 1983 год был главным тренером Львовской области среди школьников, которая под его руководством побеждала на Всеукраинской спартакиаде. Затем он был тренером, начальником команды и главным тренером клуба «Прикарпатье» (Ивано-Франковск), выступавшем во второй лиге СССР.
В 1989 году Дячук-Ставицкий становится вице-президентом восстановленной команды «Карпаты» (Львов). В начале 1990-х годов был главным тренером клубов «Электрон» (Мостиска) и «Газовик» (Комарно), с которым выиграл международные турниры газовиков в Германии и Словакии. Работал помощником тренера в клубах «Волынь» и «Карпаты».
С середины 1990-х годов Дячук-Ставицкий становится помощником Мирона Маркевича. В 1998 году Карпаты под их руководством заняли третье место в чемпионате Украины и выступали в Кубке УЕФА. Затем они тренировали клубы «Металлург» (Запорожье), «Анжи» (Махачкала) и опять «Карпаты».
В сезоне 2003/04 львовская команда вылетела из высшей лиги и Мирона Маркевича уволили. Главным тренером стал Дячук-Ставицкий, перед которым была поставлена задача — вернуть «Карпаты» в высшую лигу. Новый тренер сделал ставку на молодых украинских футболистов и команда заняла 5-е место в 2005 году, а в следующем сезоне дошла до полуфинала Кубка Украины (обыграв «Шахтёр», «Черноморец» и «Ворсклу») и заняла второе место в первой лиге, выиграв путёвку в высшую лигу.
Затем Дячук-Ставицкий работал спортивным и генеральным директором «Карпат». В феврале 2009 года подал в отставку, объяснив это желанием на некоторое время отдохнуть от футбола. 26 марта 2012 года, после отставки Владимира Шарана, исполнял обязанности главного тренера «Карпат». 7 мая 2013 года вновь назначен и. о. главного тренера.

## Государственные награды
- Орден «За заслуги» III степени (2006)[5].